# José van Dam
Joseph, Baron van Damme (Bruxelas, 25 de agosto, 1940), nome artístico José van Dam, é um baixo-barítono belga. 

## Honras e prémios
- Título de nobleza: em agosto de 1998 o rei Alberto II da Bélgica concedeu-lhe o título de Barão, em reconhecimento pela sua carreira como um dos mais destacados cantantes clásicos de todos os tempos.

- "Kammersänger" de Berlím (1974).
- Prémio dos críticos musicais alemães (1974).
- Medalha de Ouro da Inprensa Belga (1976).
- Grande Prémio da Academia Francesa do Disco (1979).
- Orfeo de Ouro da Academia Lírica Francesa (1980).
- Prémio dos Críticos Europeus (1985).
- Diapasón de Ouro e Prémio da Nova Academia do Disco (1993).
- Orfeo de Ouro da Academia do Disco Lírico (1994).

## Discografía
Ha intervenido en las siguientes grabaciones, consideradas de especial calidad por la guía Penguin (Greenfield, E., y otros, The New Penguin Guide to Compact Discs, Penguin Group):
- George Enescu: ópera Oédipe, con Bacquier, Gedda, Quilico, Orfeón Donostiarra, Orquesta Filarmónica de Montecarlo, dirigido por Foster (EMI).
- Richard Strauss: opera Die Frau ohne Schatten (La mujer sin sombra) , con Julia Varady, Plácido Domingo, Hildegard Behrens, Sumi Jo, Orquesta Filarmónica de Viena, dirigida por Georg Solti (London).
- Giuseppe Verdi: Simon Boccanegra, con Piero Cappuccilli, Mirella Freni,Nicolai Ghiaurov, Josep Carreras, Coro y Orquesta de La Scala, dirigida por Claudio Abbado (DG).
- Wagner: Parsifal, con Peter Hofmann, Kurt Moll, Vejzovic, Nimsgern, Von Halem, Coro de la Ópera Alemana, Orquestra Filarmónica de Berlim, dirigida por Herbert von Karajan (DG).

Destacada igualmente es la grabación de la ópera de Jules Massenet: Don Quichotte, con A. Fondary, Teresa Berganza, Orquesta y coro del Capitole de Toulouse, dirigido por Michel Plasson (1992).
A vasta discografía de José van Dam compreende os grandes papéis de barítono, os ciclos de Schubert (Viaje de invierno, El canto del cisne), uma integral de Henri Duparc com Maciej Pikulski e Les Nuits d'Été com Serge Baudo.

## Filmografía
- 1988: Le Maître de musique, de Gérard Corbiau, no papel de Joachim Dallayrac
- 1985: Babel opéra, ou la répétition de Don Juan de Wolfgang Amadeus Mozart, de André Delvaux, no papel de Don Giovanni
- 1976: Don Giovanni de Joseph Losey, no papel de Leporello
- 1973: Otello, de Roger Benamou, como Lodovico

Participou em varias produções de ópera para televisão:
Les Contes d'Hoffmann (2000), La Damnation de Faust (1999), Don Carlos (1996), o Falstaff (1987).